# Amalgama de sodio
La amalgama de sodio, con la fórmula común Na(Hg), es una aleación de mercurio y sodio. Fue descubierta por Hans Goldschmidt y Julius Tafel, dos estudiantes de Robert Bunsen. Es un sólido de color blanco plateado o grisáceo con aspecto esponjoso. El término amalgama se utiliza para aleaciones, compuestos intermetálicos y soluciones (tanto sólidas como líquidas) que contienen mercurio como componente principal. Las amalgamas de sodio se utilizan a menudo en reacciones como agentes reductores fuertes con mejores propiedades de manejo en comparación con el sodio metálico sólido. Son menos peligrosamente reactivos con el agua y de hecho se utilizan a menudo como suspensión acuosa.
La amalgama de sodio se utilizó como reactivo ya en 1862. J. Alfred Wanklyn describió un método de síntesis en 1866.

## Estructura y composiciones
No se le asigna ninguna fórmula particular a la “amalgama de sodio”. Na5Hg8 y Na3Hg son compuestos bien definidos. En las amalgamas de sodio, las distancias Hg-Hg se expanden a alrededor de 5 Å frente a los 3 Å del propio mercurio. Generalmente, las amalgamas se clasifican según el porcentaje de peso de sodio. Las amalgamas con 2% de Na son sólidas a temperatura ambiente, mientras que algunas amalgamas más diluidas permanecen líquidas.

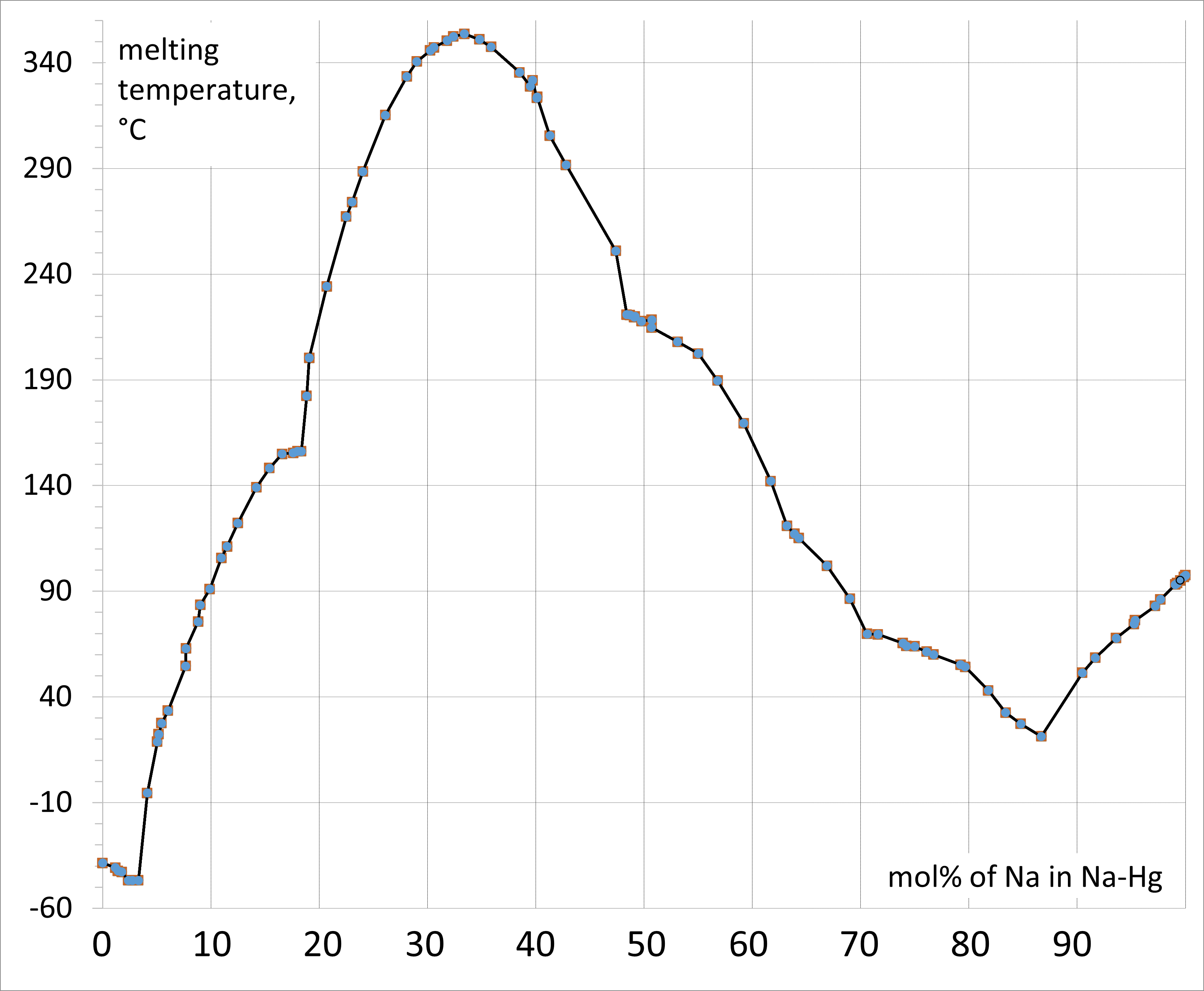
Diagrama de fases del sistema de aleación sodio-mercurio.

## Preparación
El sodio metálico se disuelve en mercurio de forma exotérmica, es decir, con liberación de calor, por lo que la formación de amalgama de sodio es notoriamente peligrosa por generar chispas. El proceso provoca una ebullición localizada del mercurio y por este motivo la formación suele llevarse a cabo en una campana extractora y a menudo se realiza utilizando técnicas sin aire, como la síntesis bajo parafina líquida anhidra. La amalgama de sodio se puede preparar en el laboratorio disolviendo sodio metálico en mercurio o a la inversa. Las amalgamas de sodio se pueden comprar en tiendas de suministros químicos.

## Usos
La amalgama de sodio se ha utilizado en química orgánica como un poderoso agente reductor, que es más seguro de manipular que el propio sodio. Se utiliza en la degradación de Emde y también para la reducción de cetonas aromáticas a hidroles.
En el diseño de la Lámpara de vapor de sodio se utiliza una amalgama de sodio que proporciona sodio para producir el color adecuado y mercurio para adaptar las características eléctricas de la lámpara.

### Electrólisis de celdas de mercurio
La amalgama de sodio es un subproducto del cloro fabricado mediante electrólisis de celdas de mercurio. En esta celda, la salmuera (solución concentrada de cloruro de sodio) se electroliza entre un cátodo de mercurio líquido y un ánodo de titanio o grafito . El cloro se forma en el ánodo, mientras que el sodio formado en el cátodo se disuelve en el mercurio, formando amalgama de sodio. Normalmente, esta amalgama de sodio se extrae y se hace reaccionar con agua en una "celda descomponedora" para producir gas hidrógeno, solución concentrada de hidróxido de sodio y mercurio para reciclar a través del proceso. En principio, todo el mercurio debería reciclarse por completo, pero inevitablemente una pequeña parte se pierde. Debido a la preocupación por el escape de mercurio al medio ambiente, el proceso de celdas de mercurio generalmente está siendo reemplazado por plantas que utilizan un cátodo menos tóxico.